# Whiskysaus

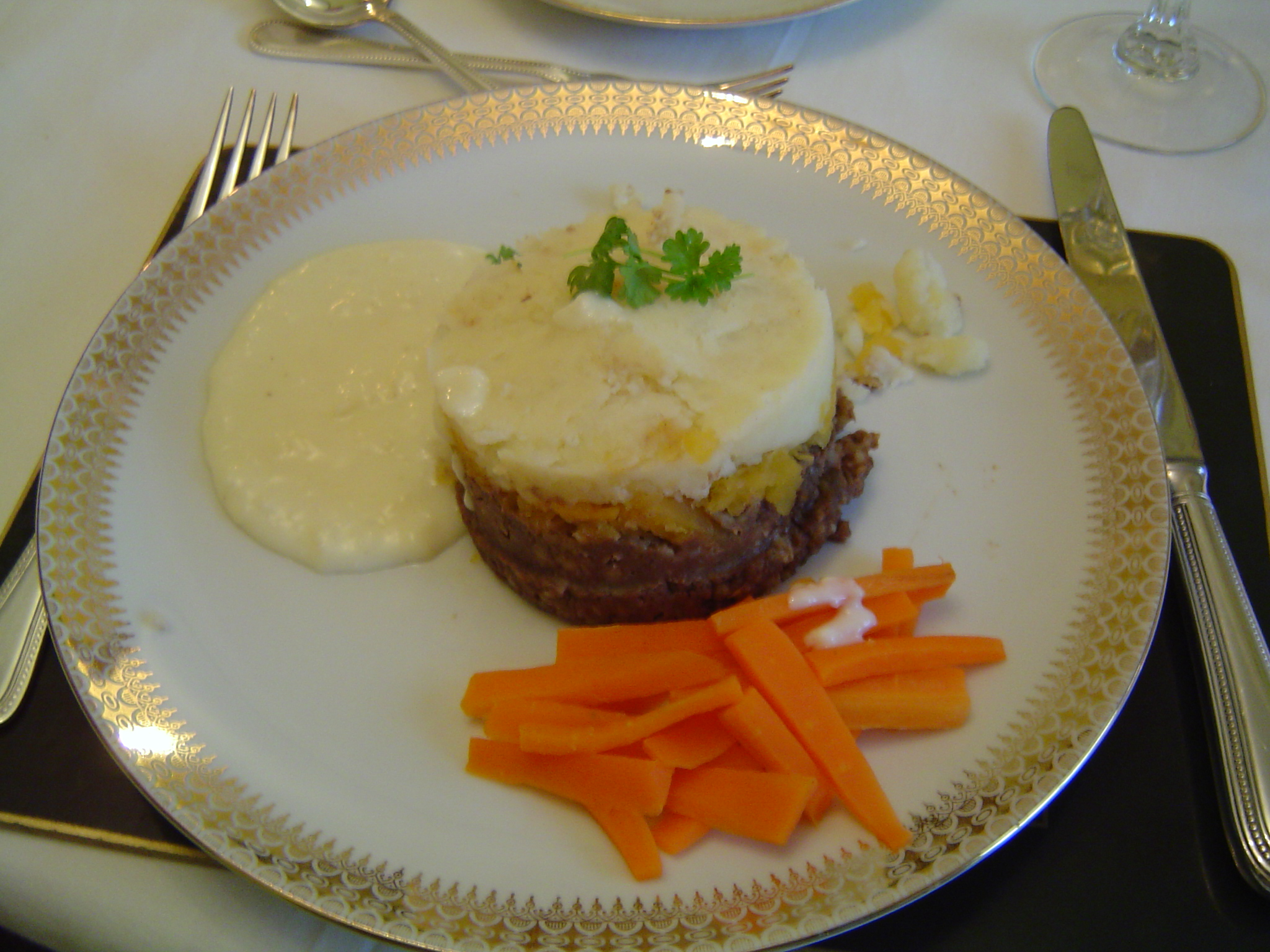
Een Schotse whiskysaus bij een gerecht met haggis.

Whiskysaus is een saus die vaak gecombineerd wordt gebruikt met vlees, schaaldieren en mosselen.
Er zijn verschillende recepten voor whiskysaus. Basisingrediënten zijn allereerst crème fraîche, mayonaise en/of yoghurt, dan natuurlijk whisky en een pittig ingrediënt zoals mosterd of chilisaus. De saus kan koud maar ook warm bereid worden. Doordat ook vaak tomatenpuree of ketchup wordt bijgemengd, ontstaat overlap met cocktailsaus.